# Basketboll klub Vllaznia
Il B.K. Vllaznia è una società cestistica avente sede a Scutari, in Albania. Fondata nel 1919, gioca nel campionato albanese.

## Palmarès
- Campionato albanese: 9

1967, 1990, 1993, 1997, 1998, 2000, 2014, 2015, 2016
- Coppe d'Albania: 12

1957, 1958, 1966, 1967, 1968, 1981, 1985, 1994, 1996, 1998, 2014, 2015
- Supercoppa d'Albania: 1

1999